# Камбій

Дерев'янисте стебло у розрізі. Видно камбій (vascular cambium)

Ка́мбій (лат. cambium, від cambio — «змінюю») — твірна тканина, завдяки якій відбувається потовщення стебла дерев'янистих та покритонасінних (Magnoliophyta) рослин.
З камбію сосни отримують сурогат ванілі — ванілін.

## Камбіальний ріст
Камбіальні клітини — бічна твірна тканина рослини (меристеми) переважно голонасінних і дводольних рослин. Містяться між деревиною і лубом по всій довжині стебла і кореня у вигляді однорядного циліндричного шару видовженозагострених, чотиригранних, вкритих целюлозною оболонкою клітин. У стеблах К.к. утворюються з прокамбіальних, а в коренях — з паренхімних клітин, рідше — з клітин перициклу. Внаслідок поділу К.к. з його внутрішнього боку формується деревина, а із зовнішнього — луб, що зумовлює ріст осьових органів рослин у товщину. Періодичний (сезонний) характер діяльності К.к. зумовлює утворення у деревних рослин річних кілець. Клітини коркового камбію створюють фелоген — вторинну утворювальну тканину. Клітини фелогену поділяються тангентальними перегородками і відкладають зовні клітини кірку, а всередині клітини — фелодерму. Клітини коркового камбію входять до складу перидерми — комплексної вторинної покривної тканини у рослин. У результаті поділу клітин перидерми зовні відкладаються клітини, що відмирають і утворюють шари кірки, а всередині — клітини, що залишаються живими і становлять фелодерму. Від швидкості поділу та продуктивної життєдіяльності клітин камбію значною мірою залежать продуктивність рослин, накопичення в них біологічно активних речовин, які широко використовують у фармації.